# راسيل دوماس (مهندس)
راسيل دوماس (بالإنجليزية: Russell Dumas)‏ هو مهندس أسترالي، ولد في 17 يناير 1887 في Mount Barker, South Australia ‏ في أستراليا، وتوفي في 10 أغسطس 1975 في ألباني في أستراليا.